# Barril de Rompecabezas de Nintendo

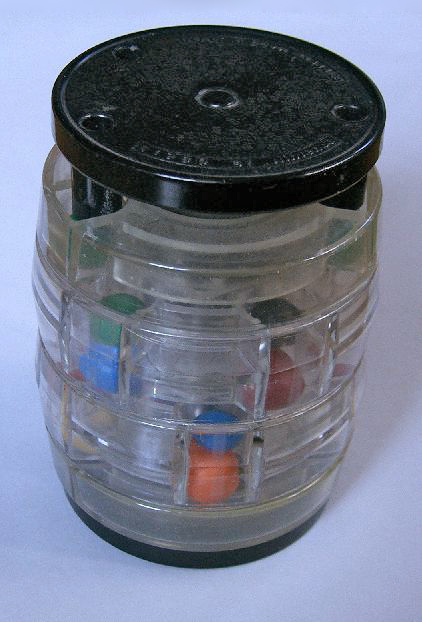
El rompecabezas de Nintendo

El Barril de Rompecabezas de Nintendo, también conocido como El barril de diez mil millones y originalmente como tenbirion (テンビリオン?) en japonés, es un rompecabezas mecánico parecido al Cubo de Rubik. El empleado de Nintendo Gunpei Yokoi lo inventó en el 1980. Fue protegido por la patente US4376537A de los Estados Unidos hasta que se venció en marzo de 1995 cuando no se pagó el costo de mantenerla.
El rompecabezas toma forma de un cilindro de plástico transparente que contiene 23 bolitas de 5 colores (amarillo, anaranjado, rojo, azul y verde). De los 5 colores, hay 4 bolitas de cada uno más 3 bolitas negras. Dentro del cilindro, las bolitas se mueven entre 6 columnas. La meta es arreglar las bolitas en las seis columnas según su color. Se puede manipular la posición de las bolitas de dos maneras: torciendo los segmentos del cilindro que giran o presionando las bases para guiar las bolitas horizantalmente.

## Origen del nombre
El nombre tenbirion (テンビリオン?) viene de la frase en inglés Ten Billion que significa diez mil millones ya que supuestamente hay diez mil millones de posibles combinaciones. En realidad, hay alrededor de 450 veces más combinaciones: 4,509,264,634,875 en total.
El rompecabezas también estrenó en los Países Bajos y Alemania bajo el nombre El barril del diablo.

## Cameos
El rompecabezas aparece en el videojuego Metroid Prime como un homenaje a Gunpei Yokoi. Además de inventar el rompecabezas, Yokoi también dirigió la serie de Metroid.
El rompecabezas también aparece en el videojuego Animal Crossing: New Leaf. Es uno de los premios que se puede recibir durante los espectáculos de fuegos artificiales en el mes de agosto.
En el videojuego The Legend of Zelda: Majora's Mask 3D, el rompecabezas sale como un Huevo de Pascua (virtual).
Asimismo, en el videojuego WarioWare Gold, se puede obtener dicho rompecabezas a través de la máquina de Gashapon. También existe un microjuego en la categoría táctil de temática de Nintendo cuyo objetivo es formar una fila de cuatro bolas del mismo color.